# Anacroce freidbergi
Anacroce freidbergi is een insect uit de familie van de Nemopteridae, die tot de orde netvleugeligen (Neuroptera) behoort. 
Anacroce freidbergi is voor het eerst wetenschappelijk beschreven door Hölzel in 1975.